# Нікольське (Ярський район)
Ні́кольське (рос. Никольское) — село у складі Ярського району Удмуртії, Росія.
В колишньому центр Нікольської сільської ради.

## Населення
Населення — 252 особи (2010, 341 у 2002).
Національний склад станом на 2002 рік:
- удмурти — 84 %